# Małopolskie Laboratorium Budownictwa Energooszczędnego
Małopolskie Laboratorium Budownictwa Energooszczędnego – laboratorium na terenie głównego kampusu Politechniki Krakowskiej przy ul. Warszawskiej w Krakowie. 5-kondygnacyjny budynek o powierzchni 1040 metrów kwadratowych został zbudowany zgodnie z rygorystycznymi standardami obiektów nisko energetycznych. Charakteryzuje się zwartą bryłą, nowoczesną wyprawą elewacyjną i zastosowaniem zaawansowanych systemów instalacyjnych.
Pod względem izolacyjności i szczelności obudowy spełnia wymagania charakteryzujące budynki pasywne. Ściany zewnętrzne i elewacje szklane są elementami samonośnymi. To umożliwia ich wymianę oraz wprowadzanie zamiennych rozwiązań materiałowych i konstrukcyjnych w zależności od potrzeb badawczych.
Szczegółowe rozwiązania detali architektonicznych pozwalają na zminimalizowanie efektu tzw. mostków termicznych. Zarówno przegrody pełne, jak i fasady szklane budynku są elementami badawczymi. Obiekt został całkowicie zautomatyzowany przy użyciu systemów inteligentnego sterowania, zastosowano w nim systemy ogrzewania i wentylacji o różnym charakterze i parametrach. Jest zasilany energią ze zróżnicowanych źródeł, w tym ze źródeł odnawialnych.
W strukturze budynku umieszczono ok. 3 tysiące specjalistycznych czujników, które będą monitorować m.in. 14 stworzonych we wnętrzu stref klimatycznych i energetycznych. Strefy te wyposażono w pracujące niezależnie systemy klimatyzacyjno-wentylacyjne. Pozwala to na ocenę efektywności energetycznej badanych systemów instalacyjnych.

## Przeznaczenie
W Małopolskim Laboratorium Budownictwa Energooszczędnego naukowcy Politechniki Krakowskiej będą prowadzić dwa typy badań - badania podstawowe, wykonywane w warunkach laboratoryjnych przy użyciu sprzętu badawczego oraz badania in situ (łac. w miejscu), prowadzone na podstawie odczytów z systemu pomiarowego budynku w trakcie jego użytkowania. Badania in situ czyli badania obiektów w warunkach naturalnych to jedna z bardziej obiecujących i rozwojowych metod badawczych, pozwalająca na sformułowanie dokładnych wniosków o funkcjonowaniu budynku. MLBE  jest jedynym w Polsce kompleksowym laboratorium w skali naturalnej, umożliwiającym badania energooszczędności materiałów, instalacji oraz poszczególnych elementów budynku.

## Zakres działalności[2]
- Badania i testy
  - badania współczynnika przenikania ciepła przez przegrodę [W/(m2*K)]
  - badania współczynnika przewodzenia ciepła materiałów
  - badania klimatyczne - narażanie próbek na czynniki środowiskowe w zakresie temperatury, wilgotności i symulowanego promieniowania słonecznego w komorze klimatycznej
  - badania termowizyjne
  - badania poziomu hałasu
  - monitoring parametrów mikroklimatu wnętrz pomieszczeń
  - testy szczelności budynków (Blower - door)
  - diagnostyka izolacyjności termicznej przegród
  - diagnostyka wilgotości przegród budowlanych
  - badania elementów nawiewnych i wywiewnych oraz innych elementów wchodzących w skład instalacji wentylacyjno - klimatyzacyjnej
  - badanie i wymiarowanie wewnętrznych zysków ciepła w pomieszczeniach
  - testy wdrożeniowe
  - inwentaryzacje 3D (chmura punktów)
  - inwentaryzacje  fotograficzne z lotu ptaka (w tym termowizja)

- Opinie, ekspertyzy, audyty energetyczne

- Szkolenia
  - budownictwo energooszczędne
  - projektowanie i symulacje w programie Design Builder
  - wykonywanie świadectw energetycznych

- Analizy i symulacje energetyczne budynków

## Wyposażenie
Laboratorium zostało wyposażone w specjalistyczny sprzęt do badań nowoczesnych technologii, rozwiązań materiałowych, konstrukcyjnych i instalacji, a także sprzęt do oceny komfortu cieplnego osób w budynku i mikroklimatu wnętrz. Znajdują się w nim między innymi:
- manekin termiczny, umożliwiający prowadzenie badań z symulacją ruchu człowieka, przeznaczony do badań komfortu użytkowania pomieszczeń w zależności od zastosowanych systemów instalacyjnych
- zestaw aparaturowy do badań wybranych parametrów paneli fotowoltaicznych, np. wydajności energetycznej modułów fotowoltaicznych, stopnia konwersji energii promieniowania słonecznego w energię elektryczną w ogniwach wykonanych w różnych rodzajach technologii
- komora do precyzyjnego tworzenia zadanych warunków temperaturowo-wilgotnościowych w przestrzeniach roboczych
- system wysokoczułych kamer, umożliwiający trójwymiarowy pomiar wektorów pól prędkości
- skaner 3D z opcją tworzenia obrazów termograficznych trójwymiarowych
- innowacyjny robot sterowany automatycznie do pomiarów temperatury powietrza na zadanych wysokościach
- kamera termowizyjna do rejestrowania promieniowania długofalowego z możliwością przejścia na obraz pola temperatury
- zaawansowane programy komputerowe do projektowania i monitorowania budynków nisko energetycznych, analiz i obliczeń inżynierskich, wyznaczania charakterystyki energetycznej budynku